# Aleš Škerle
Aleš Škerle (* 14. června 1982 v Třebíči) je bývalý český fotbalový obránce, dlouholetý hráč klubu SK Sigma Olomouc.

## Klubová kariéra
Svoji fotbalovou kariéru začal ve svém rodném městě v Bopu Třebíč, kde prošel všemi mládežnickými kategoriemi a následně SK Sigma Olomouc. V roce 2004 se propracoval do prvního týmu. Sezónu 2005/06 strávil na hostování v FK SIAD Most. Posléze se stal oporou týmu. V prosinci 2012 podepsal s Olomoucí novou smlouvu do konce roku 2016. V klubu nosí kapitánskou pásku. V ročníku 2011/12 získal s týmem Pohár České pošty. V roce 2012 vyhrál s klubem Český Superpohár.
16. dubna 2013 jedním gólem mírnil konečnou porážku 2:4 se Spartou Praha v odvetném zápase čtvrtfinále českého poháru 2012/13. Pražský klub po dvou shodných výsledcích 4:2 postoupil do semifinále na úkor Olomouce. Sezona 2013/14 dopadla neslavně, se Sigmou zažil sestup do druhé české ligy.
Na začátku druholigové sezóny 2014/15 hrával, ale po sérii proher byl posazen na lavici náhradníků. V zimní pauze se dohodlo jeho půlroční hostování s opcí v prvoligových Bohemians Praha 1905. Nakonec zůstal na hostování v Bohemians i v sezóně 2015/16, celkem odehrál 26 ligových zápasů a vstřelil jednu branku. 
V roce 2018 ukončil fotbalovou kariéru.

## Po skončení kariéry
Po skončení kariéry se stal spolumajitelem společnosti, která se zabývá dovozem a pražením kávy. 